# Irma Silzer
Irma Silzer (geboren 25. August 1894 in Wien, gestorben 25. Januar 1974 in Tegna) war eine österreichische literarische Übersetzerin.

## Leben
Irma Silzer lebte, seitdem sie mit ihrer Familie während der deutschen Besatzung aus Wien flüchtete, in Tegna im Tessin. In den 1950er und 1960er Jahren übersetzte sie zahlreiche belletristische Werke aus dem Niederländischen, Englischen und Französischen ins Deutsche.

## Familie
Silzer war verheiratet mit Hermann (Ermanno) Silzer (1892 in Skotschau – 1964 in Tegna), einem Konzertgeiger. Ein Urgroßvater von ihm war der Maler Jakob Alt. Der einzige Sohn des Ehepaars war Georg Silzer, genannt Giorgino, er lebte vom 27. Mai 1920 bis 13. Juni 2014, er war wie sein Vater ein Konzertmeister, u. a. die Städtische Oper Berlin hatte ihn als einen Solisten beschäftigt.

## Übersetzungen
- Henriëtte Laman Trip-de Beaufort: Rembrandt. Nürnberg 1958
- Henriette Laman Trip de Beaufort: Wilhelm von Oranien, 1533 - 1584. München 1956
- Eric Blom: Mozart. Zürich 1954
- Willy Corsari: Die Sünden der Mütter, Darmstadt 1965
- Maria Dermoût: Die zehntausend Dinge, Zürich 1959
- A. den Doolard: Besiegtes Wasser, Basel 1949
- Johan Mark Elsing: Fernando Magellan. Zürich 1965
- Johan Mark Elsing: Das Geheimnis des Nils, Zürich 1969
- Johan Mark Elsing: Kolumbus. Zürich 1970
- Johan Fabricius: Heintjes ganz besonderer Winter. Aarau 1969
- Johan Fabricius: Jan, Koko und der Hund Sebastian. Stuttgart 1969
- Johan Fabricius: Rosalie. Darmstadt 1964
- Johan Fabricius: Die Schmuggler der San-Antonio-Bucht, Stuttgart 1967
- Anatole France: Die Götter dürsten. Zürich 1956
- Michael Gilbert: Flammen über Brimberley. Zürich 1960
- Robert van Gulik: Geisterspuk in Peng-lai. Zürich 1986
- Albert Helman: Glühende Stille. Bochum 1953
- Albert Helman: Der Rancho der zehn Mysterien. Zürich 1949
- Albert Helman: Sturz in den Vulkan. Zürich 1953
- Okke Jager: Die Bibel hat Humor – und wir? Zürich 1956
- Alfred Lansing: Antarktische Odyssee. Bern 1960
- Dorothy Lyons: Dunkler Strahl. Zürich 1961
- Märchen aus Bali. Zürich 1963
- Christian Albert Meijer: Die Jagd auf den Kormoran. Köln 1951
- Christoph Andreas Meijer: Funker und Spione. Olten 1955
- Christoph Andreas Meijer: Die Klaue des Drachens. Olten 1963
- Christoph Andreas Meijer: Verrat auf hoher See. Olten 1959
- Marga Minco: Zieh mal die Schublade, Aarau 1970
- Reba Paeff Mirsky: Nomusa, das Zulumädchen. Zürich  1961
- Edward Multon: Mord in der Untergrundbahn. Olten 1952
- Edward Multon: Opium für Mr. Wong. Olten 1956
- Edward Multon: Todesfahrt. Olten 1950
- Edward Multon: Wölfe der City. Olten 1954
- Hélène Nolthenius: Addio, Grimaldi! Zürich 1962
- Mary E. Patchett: Aquila in den Lüften. Bern 1965
- James Davidson Ross: Sie werden leuchten wie die Sterne. Zürich 1959
- An Rutgers van der Loeff: Die Kinderkarawane. Hamburg 1960
- An Rutgers van der Loeff: Der Staudamm von Saint Sylvestre. Hamburg 1959
- An Rutgers van der Loeff: Der verschwundene Koffer. Hamburg 1960
- Arthur van Schendel: Die Fregatte Johanna Maria. Zürich 1953
- Mark Twain: Huckleberry Finns Abenteuer. Büchergilde Gutenberg, Zürich 1953
- C. Wilkeshuis (Cornelis Wilkeshuis): Patava, der junge Höhlenmensch. Olten 1954